# Маріан Іван
Маріан Іван (рум. Marian Ivan, нар. 1 червня 1969, Бухарест) — румунський футболіст, що грав на позиції нападника.
Виступав, зокрема, за клуби «Стяуа» та «Брашов», а також національну збірну Румунії.

## Клубна кар'єра
У дорослому футболі дебютував 1988 року виступами за команду «Стяуа», в якій провів один сезон. 
Привернув увагу представників тренерського штабу клубу «Бреїла», до складу якого приєднався 1989 року. Відіграв за команду з Бреїли наступні два сезони своєї ігрової кар'єри.
Протягом 1991 року захищав кольори клубу «Аріс».
У 1991 році уклав контракт з клубом «Брашов», у складі якого провів наступні три роки своєї кар'єри гравця. Більшість часу, проведеного у складі «Брашова», був основним гравцем атакувальної ланки команди. У складі «Брашова» був одним з головних бомбардирів команди, маючи середню результативність на рівні 0,41 гола за гру першості.
З 1994 року один сезон захищав кольори клубу «Динамо» (Бухарест).  Граючи у складі бухарестського «Динамо» також здебільшого виходив на поле в основному складі команди.
Протягом 1995 року захищав кольори клубу «Евагорас Пафос».
З 1995 року один сезон захищав кольори клубу «Паніоніос». 
Згодом з 1996 по 1998 рік грав у складі команд «Динамо» (Бухарест), «Брашов», «Динамо» (Бухарест) та «Спортул».
З 1998 року знову, цього разу три сезони захищав кольори клубу «Брашов». Тренерським штабом нового клубу також розглядався як гравець «основи». В новому клубі був серед найкращих голеодорів, відзначаючись забитим голом в середньому щонайменше у кожній третій грі чемпіонату.
Завершив ігрову кар'єру у команді «Хенань Цзяньє», за яку виступав протягом 2001—2002 років.

## Виступи за збірну
У 1994 році дебютував в офіційних матчах у складі національної збірної Румунії.
У складі збірної був учасником чемпіонату світу 1994 року у США.
Загалом протягом кар'єри в національній команді, яка тривала 1 рік, провів у її формі 3 матчі.